# Výlet do Španěl
Výlet do Španěl je soubor cestopisných črt a fejetonů Karla Čapka o španělské zemi, jejím lidu, kultuře a přírodě.
Karel Čapek podnikl výlet do Španěl vlakem a cestopis poprvé vyšel v roce 1930. Podobně jako u ostatních cestopisných črtů a fejetonů autor přibližuje místní způsob života, zvyky a podobu země. Ve Španělsku se zabýval především architekturou, zamýšlel se i nad politickým významem této země a s tím spojeným míšením kultur (například v Toledu). Dalšími městy, o kterých se rozepsal, byla Barcelona nebo Madrid.